# العروض (حبيش)

تعديل مصدري - تعديل

العروض محلة تابعة لقرية العدن، التابعة لعزلة وادي المعقاب بمديرية حبيش إحدى مديريات محافظة إب في الجمهورية اليمنية، بلغ تعداد سكانها 62 حسب تعداد اليمن لعام 2004.